# 1520
Il 1520 (MDXX in numeri romani) è un anno bisestile del XVI secolo.

## Eventi
- 12 gennaio – Ferdinando Magellano raggiunge il Río de la Plata, tentando inutilmente di trovare un passaggio per le Indie.
- 31 marzo – Ferdinando Magellano sverna nella baia della Patagonia denominata Puerto San Julián.
- 15 giugno – Papa Leone X emette la Bolla Exsurge Domine, con cui minaccia Martin Lutero di scomunica.
- 17 settembre – Papa Leone X erige la Diocesi di Sansepolcro.
- 29 settembre – Solimano, figlio di Selim I, diventa sultano dell'Impero Ottomano.
- 20 ottobre – Carlo V viene incoronato imperatore del Sacro Romano Impero dall'arcivescovo di Colonia nella cattedrale di Aquisgrana.
- 1º novembre – Ferdinando Magellano inizia ad attraversare lo stretto che porta il suo nome.
- 28 novembre – Ferdinando Magellano raggiunge l'Oceano Pacifico.
- Scoppia la rivolta dei comuneros in Castiglia, Spagna.

## Nati

### Gennaio
- 1º gennaio - François Baudouin, giurista, teologo e umanista francese († 1573)
- 7 gennaio - Peder Oxe, politico danese († 1575)
- 22 gennaio - Taddeo Gaddi, cardinale e arcivescovo cattolico italiano († 1561)

### Febbraio
- 22 febbraio - Moshe Isserles, teologo e religioso polacco († 1572)

### Marzo
- 3 marzo - Mattia Flacio Illirico, teologo tedesco († 1575)
- 17 marzo - Thoinot Arbeau, presbitero e scrittore francese († 1595)
- 26 marzo - Pedro de Deza Manuel, cardinale e vescovo cattolico spagnolo († 1600)

### Maggio
- 10 maggio - Stanisław Karnkowski, arcivescovo cattolico e scrittore polacco († 1603)

### Giugno
- 6 giugno - Fazio Gagini, scultore italiano († 1567)
- 29 giugno - Niccolò Fattore, pittore spagnolo († 1583)

### Luglio
- 27 luglio - Gonzalo II Fernández de Córdoba, generale spagnolo († 1578)

### Agosto
- 1º agosto - Sigismondo II Augusto di Polonia, re polacco († 1572)
- 10 agosto - Maddalena di Valois, principessa francese († 1537)

### Settembre
- 13 settembre - William Cecil, I barone Burghley, politico e nobile inglese († 1598)
- 27 settembre - Alessandro Farnese il Giovane, cardinale italiano († 1589)

### Novembre
- 10 novembre - Dorotea di Danimarca,  danese († 1580)

### Dicembre
- 6 dicembre - Barbara Radziwiłł, sovrana lituana († 1551)

### Senza giorno specificato
- Diego de Almagro il Giovane, avventuriero panamense († 1542)
- Donato Antonio Altomare, medico italiano († 1566)
- Andrea Avellino, presbitero e religioso italiano († 1608)
- Cristoforo Baschenis il Vecchio, pittore italiano
- Gaspar Becerra, scultore e pittore spagnolo († 1568)
- Silvio Belli, matematico e ingegnere italiano († 1579)
- Bartolomeo Bertazzoli, giurista, avvocato e politico italiano († 1588)
- Andreas Laurentii Björnram, religioso svedese († 1593)
- Adam Bohorič, linguista e docente sloveno († 1598)
- Giovanni Bona de Boliris, umanista, poeta e scrittore italiano († 1572)
- Gabriel Bounin, drammaturgo francese († 1604)
- Per Brahe il Vecchio, politico svedese († 1590)
- Federico Brandani, scultore italiano († 1575)
- Leonardo Brescia, pittore italiano († 1582)
- Mathieu Béroalde, scrittore, teologo e storico francese († 1576)
- Luis del Mármol Carvajal, viaggiatore, militare e storico spagnolo († 1600)
- Girolamo Cassar, architetto e ingegnere maltese († 1592)
- Francesco Cellario, pastore protestante italiano († 1569)
- Richard Chapman, carpentiere inglese († 1592)
- François de Coligny d'Andelot, militare francese († 1569)
- Natale Conti, scrittore, mitografo e storico italiano († 1582)
- Gregory Cromwell, I barone Cromwell, nobile inglese († 1551)
- Pontus De la Gardie, nobile e militare francese († 1585)
- Giacomo Del Duca, architetto e scultore italiano († 1604)
- Fernão Vaz Dourado, cartografo portoghese († 1580)
- Filippa Duci, nobildonna italiana († 1586)
- Fanino Fanini, artigiano italiano († 1550)
- Paolo Foglietta, poeta italiano († 1596)
- Antonio da Gama, giurista portoghese († 1604)
- Giorgio Ghisi, incisore italiano († 1582)
- Alessandro Gonzaga, condottiero italiano († 1580)
- Lazzaro Grimaldi Cebà, doge († 1599)
- Hoste da Reggio, compositore italiano († 1569)
- Ijuin Tadaaki, militare giapponese († 1561)
- Paolo La Badessa, umanista e traduttore italiano († 1578)
- Pierre de La Place, magistrato, giurista e filosofo francese († 1572)
- Charles de La Rochefoucauld, militare francese († 1583)
- Giovanni Battista Lodi da Cremona, pittore italiano († 1612)
- Luis López, teologo spagnolo († 1596)
- Maestro dei dodici apostoli, pittore italiano († 1575)
- Simone Majoli, giurista, scrittore e vescovo cattolico italiano († 1597)
- Pietro Massolo, religioso e letterato italiano († 1590)
- Giuliano di Pierfrancesco de' Medici, arcivescovo cattolico italiano († 1588)
- Metrofane III di Costantinopoli, arcivescovo ortodosso bulgaro († 1580)
- Jorge de Montemayor, romanziere e poeta portoghese († 1561)
- Antonio Moro, pittore olandese
- Nasu Takasuke, militare giapponese († 1551)
- Lambert van Noort, pittore belga († 1571)
- Giovan Giacomo Paleari Fratino, ingegnere italiano († 1586)
- Tobia Pallavicino, mercante italiano († 1581)
- Giano Pelusio, presbitero, umanista e poeta italiano († 1600)
- Christophe Plantin, tipografo fiammingo († 1589)
- Domenico Poggini, scultore e medaglista italiano († 1590)
- Girolamo Porro, incisore italiano († 1604)
- Giuseppe Porta, pittore italiano († 1575)
- Prospero Provana, scrittore, storiografo e religioso italiano († 1584)
- Giovanni Battista Ragazzini, pittore italiano († 1591)
- Jean Ribault, esploratore e navigatore francese († 1565)
- António Ribeiro Chiado, poeta portoghese († 1591)
- Giovanni Francesco Rota, medico italiano († 1558)
- Estácio de Sá, ufficiale e esploratore portoghese († 1567)
- Maddalena Sanseverino, nobildonna italiana († 1551)
- Sforza Sforza di Santa Fiora, nobile e militare italiano († 1575)
- Sisto Senese, teologo italiano († 1569)
- Filippo Terzi, architetto e ingegnere italiano († 1597)
- Fernando de Toledo Oropesa, cardinale spagnolo († 1590)
- Gian Giacomo Teodoro Trivulzio, nobile e condottiero italiano († 1577)
- Camilla Valenti Gonzaga, letterata italiana († 1544)
- Georg Hundt von Weckheim, nobile tedesco († 1572)
- William West, I barone De La Warr, nobile inglese († 1595)
- Salvatore da Horta, francescano e santo spagnolo († 1567)
- Gutierre de Cetina, poeta spagnolo († 1557)
- Abén Humeya, rivoluzionario spagnolo († 1569)

## Morti

### Gennaio
- 30 gennaio - Galeazzo I Pallavicino, condottiero italiano

### Febbraio
- 7 febbraio - Alfonsina Orsini, sovrana italiana (n. 1472)
- 24 febbraio - Alfonso d'Aragona, arcivescovo cattolico spagnolo (n. 1470)

### Marzo
- 20 marzo - Fabrizio I Colonna, condottiero italiano (n. 1460)
- 20 marzo - Lodovico Euffreducci, nobile italiano (n. 1497)
- 24 marzo - Alessandro Simeoni da Carnasciale, nobile e condottiero italiano

### Aprile
- 6 aprile - Raffaello Sanzio, pittore e architetto italiano (n. 1483)
- 11 aprile - Agostino Chigi, banchiere, imprenditore e armatore italiano (n. 1466)

### Maggio
- 16 maggio - Troiano Caracciolo, I principe di Melfi, nobile e militare italiano

### Giugno
- 1º giugno - Claudio di Seyssel, arcivescovo cattolico, giurista e letterato italiano (n. 1458)
- 11 giugno - Giampaolo Baglioni, nobile e condottiero italiano
- 15 giugno - Jacopo Filippo Foresti, monaco cristiano e letterato italiano (n. 1434)
- 29 giugno - Montezuma, sovrano azteco

### Luglio
- 16 luglio - Raffaele Regio, umanista e filologo italiano (n. 1440)

### Agosto
- 6 agosto - Cunegonda d'Austria, nobile (n. 1465)
- 25 agosto - Rinieri della Sassetta, nobile, condottiero e politico italiano
- 25 agosto - Ippolita Torelli, nobildonna e poetessa italiana (n. 1501)

### Settembre
- 3 settembre - Ippolito d'Este, cardinale e arcivescovo cattolico italiano (n. 1479)
- 3 settembre - Luigi Tasso, vescovo cattolico italiano (n. 1468)
- 15 settembre - Elio Lampridio Cerva, poeta, umanista e lessicografo dalmata (n. 1463)
- 17 settembre - Leonardo Grosso della Rovere, cardinale e vescovo cattolico italiano (n. 1464)
- 21 settembre - Viktorin Kornel ze Všehrd, letterato, scrittore e giurista ceco (n. 1460)
- 22 settembre - Selim I, sultano ottomano (n. 1470)
- 23 settembre - Elena Duglioli, mistica italiana (n. 1472)

### Ottobre
- 14 ottobre - Gaspar Ponz, vescovo spagnolo
- 18 ottobre - Pier Gerlofs Donia, pirata olandese (n. 1480)

### Novembre
- 5 novembre - Alonso Suárez de la Fuente del Sauce, vescovo cattolico spagnolo
- 8 novembre - Erik Johansson Vasa, nobile svedese (n. 1470)
- 10 novembre - Luigi di Borbone-Vendôme, principe (n. 1473)

### Dicembre
- 6 dicembre - Bartolomé Ordóñez, scultore spagnolo (n. 1480)
- 15 dicembre - Diego de Guevara y Quesada, funzionario, ambasciatore e collezionista d'arte spagnolo
- 20 dicembre - Amanieu d'Albret, cardinale francese

### Senza giorno specificato
- Cacamatzin, re (n. 1483)
- Saccardo da Soncino, condottiero italiano
- Sten Sture il Giovane, sovrano svedese (n. 1493)
- Visunarat, sovrano laotiano (n. 1465)
- Juan de Bermúdez, esploratore e navigatore spagnolo
- Michele Bertucci, pittore italiano (n. 1493)
- Massimiliana Bona, religiosa italiana (n. 1480)
- Raffaello Botticini, pittore italiano (n. 1477)
- Pedro Álvares Cabral, navigatore e esploratore portoghese (n. 1467)
- Domenico Coletta, vescovo cattolico italiano
- Littifredi Corbizi, miniatore italiano (n. 1465)
- Cuitláhuac,  azteco
- Bernardo Dovizi da Bibbiena, cardinale, diplomatico e drammaturgo italiano (n. 1470)
- Giorgio Benigno Salviati, arcivescovo cattolico bosniaco (n. 1445)
- Henri Estienne il Vecchio,  francese (n. 1470)
- Marcello Filosseno, letterato e religioso italiano (n. 1450)
- Pierre Garcie-Ferrande, marinaio e cartografo francese (n. 1430)
- Taddea Gonzaga, nobildonna italiana
- Anne Hastings, nobildonna inglese (n. 1471)
- Enea Hirpino, poeta italiano
- Jinbō Yoshimune, militare giapponese
- Cristoforo Magnanini, vescovo italiano
- Palladio Negri, umanista italiano
- Bernardino Otranto, monaco cristiano italiano (n. 1430)
- Wolf Traut, pittore tedesco
- Juan Velázquez de León, esploratore spagnolo
- Alfonso Visconti, nobile e condottiero italiano
- Juan de Cartagena, marinaio e esploratore spagnolo

## Calendario
| Calendario 1520 | Calendario 1520 | Calendario 1520 | Calendario 1520 | Calendario 1520 | Calendario 1520 | Calendario 1520 | Calendario 1520 | Calendario 1520 | Calendario 1520 | Calendario 1520 | Calendario 1520 | Calendario 1520 | Calendario 1520 | Calendario 1520 | Calendario 1520 | Calendario 1520 | Calendario 1520 | Calendario 1520 | Calendario 1520 | Calendario 1520 | Calendario 1520 | Calendario 1520 | Calendario 1520 | Calendario 1520 | Calendario 1520 | Calendario 1520 | Calendario 1520 | Calendario 1520 | Calendario 1520 | Calendario 1520 | Calendario 1520 | Calendario 1520 |
| --------------- | --------------- | --------------- | --------------- | --------------- | --------------- | --------------- | --------------- | --------------- | --------------- | --------------- | --------------- | --------------- | --------------- | --------------- | --------------- | --------------- | --------------- | --------------- | --------------- | --------------- | --------------- | --------------- | --------------- | --------------- | --------------- | --------------- | --------------- | --------------- | --------------- | --------------- | --------------- | --------------- |
|                 | 1               | 2               | 3               | 4               | 5               | 6               | 7               | 8               | 9               | 10              | 11              | 12              | 13              | 14              | 15              | 16              | 17              | 18              | 19              | 20              | 21              | 22              | 23              | 24              | 25              | 26              | 27              | 28              | 29              | 30              | 31              |                 |
| Gennaio         | Do              | Lu              | Ma              | Me              | Gi              | Ve              | Sa              | Do              | Lu              | Ma              | Me              | Gi              | Ve              | Sa              | Do              | Lu              | Ma              | Me              | Gi              | Ve              | Sa              | Do              | Lu              | Ma              | Me              | Gi              | Ve              | Sa              | Do              | Lu              | Ma              |                 |
| Febbraio        | Me              | Gi              | Ve              | Sa              | Do              | Lu              | Ma              | Me              | Gi              | Ve              | Sa              | Do              | Lu              | Ma              | Me              | Gi              | Ve              | Sa              | Do              | Lu              | Ma              | Me              | Gi              | Ve              | Sa              | Do              | Lu              | Ma              | Me              |                 |                 |                 |
| Marzo           | Gi              | Ve              | Sa              | Do              | Lu              | Ma              | Me              | Gi              | Ve              | Sa              | Do              | Lu              | Ma              | Me              | Gi              | Ve              | Sa              | Do              | Lu              | Ma              | Me              | Gi              | Ve              | Sa              | Do              | Lu              | Ma              | Me              | Gi              | Ve              | Sa              |                 |
| Aprile          | Do              | Lu              | Ma              | Me              | Gi              | Ve              | Sa              | Do              | Lu              | Ma              | Me              | Gi              | Ve              | Sa              | Do              | Lu              | Ma              | Me              | Gi              | Ve              | Sa              | Do              | Lu              | Ma              | Me              | Gi              | Ve              | Sa              | Do              | Lu              |                 |                 |
| Maggio          | Ma              | Me              | Gi              | Ve              | Sa              | Do              | Lu              | Ma              | Me              | Gi              | Ve              | Sa              | Do              | Lu              | Ma              | Me              | Gi              | Ve              | Sa              | Do              | Lu              | Ma              | Me              | Gi              | Ve              | Sa              | Do              | Lu              | Ma              | Me              | Gi              |                 |
| Giugno          | Ve              | Sa              | Do              | Lu              | Ma              | Me              | Gi              | Ve              | Sa              | Do              | Lu              | Ma              | Me              | Gi              | Ve              | Sa              | Do              | Lu              | Ma              | Me              | Gi              | Ve              | Sa              | Do              | Lu              | Ma              | Me              | Gi              | Ve              | Sa              |                 |                 |
| Luglio          | Do              | Lu              | Ma              | Me              | Gi              | Ve              | Sa              | Do              | Lu              | Ma              | Me              | Gi              | Ve              | Sa              | Do              | Lu              | Ma              | Me              | Gi              | Ve              | Sa              | Do              | Lu              | Ma              | Me              | Gi              | Ve              | Sa              | Do              | Lu              | Ma              |                 |
| Agosto          | Me              | Gi              | Ve              | Sa              | Do              | Lu              | Ma              | Me              | Gi              | Ve              | Sa              | Do              | Lu              | Ma              | Me              | Gi              | Ve              | Sa              | Do              | Lu              | Ma              | Me              | Gi              | Ve              | Sa              | Do              | Lu              | Ma              | Me              | Gi              | Ve              |                 |
| Settembre       | Sa              | Do              | Lu              | Ma              | Me              | Gi              | Ve              | Sa              | Do              | Lu              | Ma              | Me              | Gi              | Ve              | Sa              | Do              | Lu              | Ma              | Me              | Gi              | Ve              | Sa              | Do              | Lu              | Ma              | Me              | Gi              | Ve              | Sa              | Do              |                 |                 |
| Ottobre         | Lu              | Ma              | Me              | Gi              | Ve              | Sa              | Do              | Lu              | Ma              | Me              | Gi              | Ve              | Sa              | Do              | Lu              | Ma              | Me              | Gi              | Ve              | Sa              | Do              | Lu              | Ma              | Me              | Gi              | Ve              | Sa              | Do              | Lu              | Ma              | Me              |                 |
| Novembre        | Gi              | Ve              | Sa              | Do              | Lu              | Ma              | Me              | Gi              | Ve              | Sa              | Do              | Lu              | Ma              | Me              | Gi              | Ve              | Sa              | Do              | Lu              | Ma              | Me              | Gi              | Ve              | Sa              | Do              | Lu              | Ma              | Me              | Gi              | Ve              |                 |                 |
| Dicembre        | Sa              | Do              | Lu              | Ma              | Me              | Gi              | Ve              | Sa              | Do              | Lu              | Ma              | Me              | Gi              | Ve              | Sa              | Do              | Lu              | Ma              | Me              | Gi              | Ve              | Sa              | Do              | Lu              | Ma              | Me              | Gi              | Ve              | Sa              | Do              | Lu              |                 |